# Aldo Nova
Aldo Nova, de son véritable nom Aldo Caporuscio, est un musicien canadien né le 13 novembre 1956 à Montréal. Auteur-compositeur-interprète, guitariste et claviériste, il a publié à partir de 1982 plusieurs albums de hard-rock qui ont connu un grand succès commercial aux États-Unis, son premier album homonyme ayant été certifié double disque de platine par la RIAA.
Depuis 1990, Aldo Nova mène en parallèle avec sa carrière solo une deuxième carrière de compositeur-producteur pour de nombreux artistes francophones comme Patrick Bruel et Garou, mais c'est incontestablement sa collaboration régulière avec sa compatriote Céline Dion qui est la plus marquante de ses références.

## Discographie solo
- Aldo Nova - 1982, certifié double disque de platine aux USA par la RIAA le 5 décembre 1994
- Subject - 1983, certifié disque d'or aux USA par la RIAA le 5 décembre 1994
- Twitch (en) - 1985
- Blood on the Bricks - 1991
- Nova's Dream - 1997

## Compilations
- A Portrait of Aldo Nova - 1991
- Under the Gun... A Portrait of Aldo Nova - 1992
- The best of Aldo Nova - 2006
- Notices d'autorité :   - VIAF
  - ISNI
  - LCCN
  - GND
  - Tchéquie
  - WorldCat